# Weiße

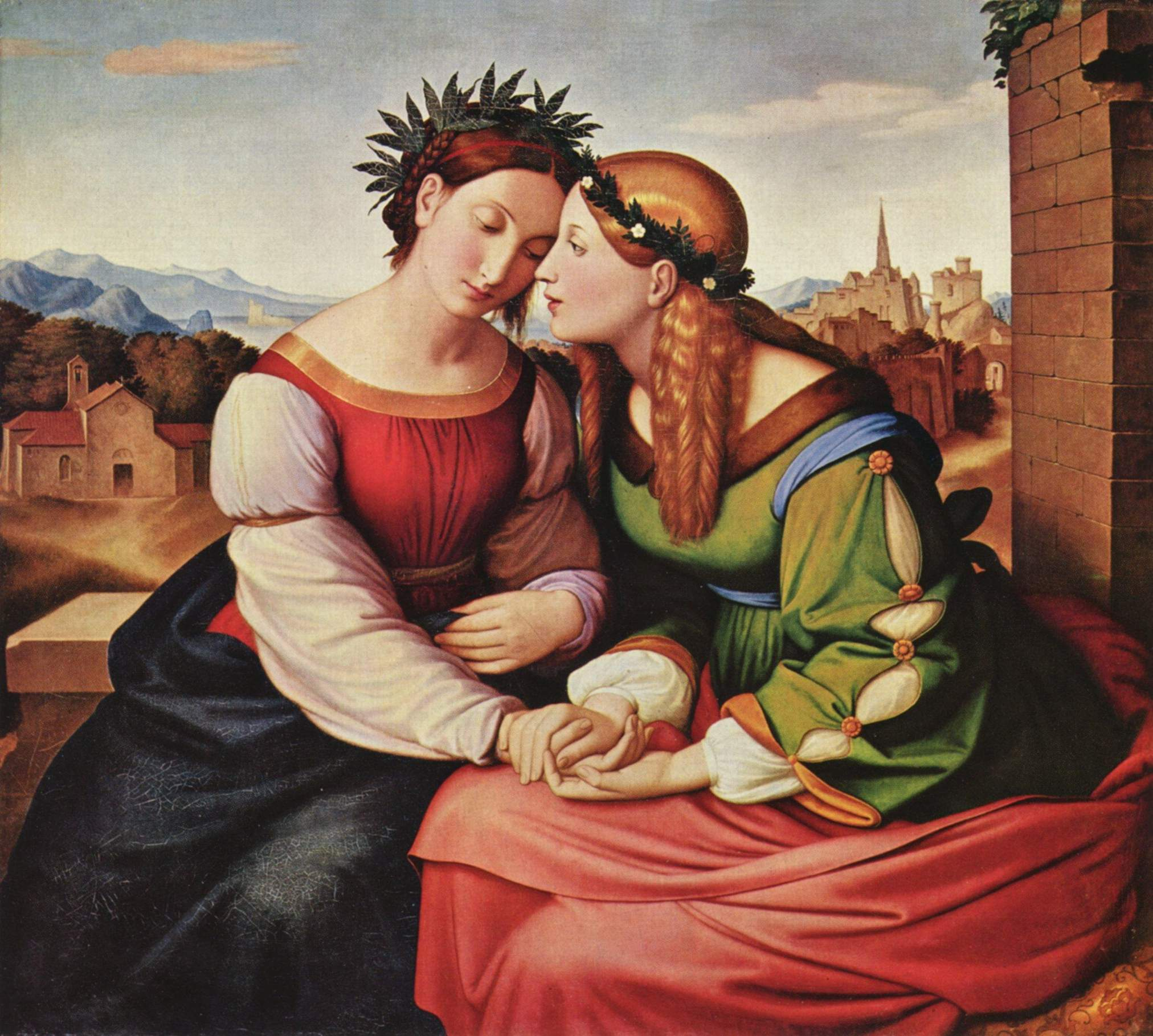
Italia und Germania (1828), von Friedrich Overbeck

Als „Weiße“ werden in der Alltagssprache Menschen mit heller Haut und meist europäischen Vorfahren bezeichnet. Wer als „Weißer“ gilt, entscheidet sich jeweils im historischen und geographischen Kontext. Dabei besteht häufig ein Zusammenhang mit Rassentheorien. Der Begriff „Weiße“ ist eine politische und gesellschaftliche Kategorie.

## Begriffsgeschichte

### Antike

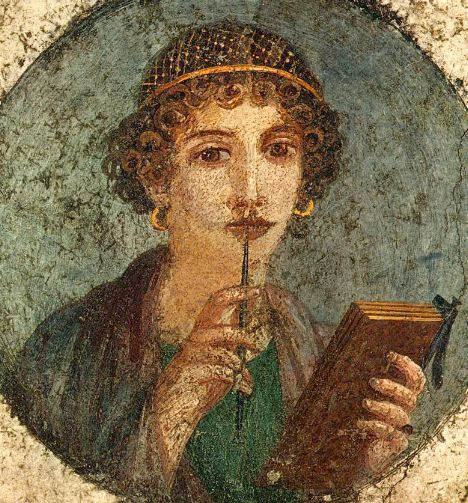
Darstellung einer römischen Frau auf einem Fresko aus Pompeji

In der griechisch-römischen Antike wurde eine weiße Hautfarbe weder als besonders erstrebenswert gesehen, noch gab es eine auf einer weißen Hautfarbe basierende Gruppenidentität. Griechen und Römer sahen sich selbst nicht als weiß. Die entscheidende Abgrenzung war die zwischen Freien und Barbaren, wobei allerdings insbesondere Schwarzen auch negative Charaktereigenschaften zugeschrieben wurden.

### Mittelalter
Kunsthistoriker schließen aus einer Analyse von mittelalterlicher Bildkunst, dass sich Europäer nicht als weiß sahen und ähnlich wie in vorangegangenen Epochen auch nicht als weiß, sondern mit verschiedenen Hauttönen dargestellt wurden, bis im Zuge der Kreuzzüge vermehrte Kontakte zu sogenannten nichtweißen Menschen bestanden. Unterschiedliche Hautfarben wurden wie in der Antike mit Hilfe des jeweiligen Klimas erklärt, d. h. Weißsein wurde auf kälteres Klima zurückgeführt. Die Hypothese mittelalterlicher Denker war, dass sich die Hautfarbe von Menschen in unterschiedlichem Klima ändern könne, dass also Schwarze nach mehreren Generationen im Norden weiß werden könnten. Eine entscheidende Kategorie der Differenz blieb aber vor allem die Zugehörigkeit zum Christentum. Während Schwarzsein dabei mit dem Heidentum oder dem Islam assoziiert war, wurde es rhetorisch bereits einem weißen Christentum in Europa untergeordnet. Weißsein wurde in bildlichen und literarischen Darstellungen mit Tugendhaftigkeit, Unbeflecktheit und Schönheit verbunden.

### Frühe Neuzeit
In der Legitimierung des Kolonialismus und der Sklaverei war besonders das Stereotyp des Wilden, das auf Versatzstücke antiker Ideen zurückgriff, relevant. In der Debatte um die Behandlung amerikanischer Ureinwohner wurde es allerdings zunehmend durch den Gegensatz „Farbige“/„Weiße“ in einem biologisch argumentierenden Rassismus verdrängt oder diesem untergeordnet. In der Folge kam es zu einer ideologischen Farbgebung von Menschen und deren Politisierung in rassenkundlichen Überlegungen, in deren Zuge Menschengruppen auf einem erfundenen Farbspektrum verortet wurden. So galten Amerikaner als „rot“, Asiaten als „gelb“, Afrikaner als „schwarz“ und Europäer als „weiß“. Dass es sich bei der Kategorisierung von Menschen nach Hautfarben um Konstruktionen handelte, die wenig mit dem „Augenschein“ zu tun hatten, wird beispielhaft daran deutlich, dass Asienreisende die Einwohner Asiens zuvor über lange Zeit als „weiß“ beschrieben hatten. In der sich durchsetzenden und durch Philosophen wie Immanuel Kant popularisierten Rassentheorie galt die „weiße Rasse“ als überlegene und am weitesten entwickelte Menschenrasse. Nach Kant verfüge die „Race der Weißen“ über „alle Triebfedern und Talente“ und habe „alle Anlagen zur Cultur und Civilisierung“.

### Ab dem 19. Jahrhundert
Im 19. Jahrhundert trug in Deutschland die Kolonialpropaganda, z. B. in Völkerschauen dazu bei, dass Weißsein auch über Klassengrenzen hinweg eine bedeutsame Rolle einnahm. Als „rassistisches symbolisches Kapital“, gestützt durch sozialdarwinistische Ideen, erlaubte sie es allen Schichten der Bevölkerung, zumindest ideologisch von der Eigenschaft des Weißseins zu profitieren. Es kam allerdings trotzdem weiterhin auch zur rassistischen Abwertung von Menschen, die als „weiß“ galten, z. B. als „Zigeuner“ bezeichneten Menschen, Slawen (Antislawismus) und insbesondere Juden (Antisemitismus). Mit der Verallgemeinerung des Weißseins über Klassengrenzen hinweg setzten sich auch eugenische und rassenhygienische Vorstellungen durch, die vor einer vermeintlichen Degeneration der weißen Rasse durch Mischehen (z. B. im Zuge der Rheinlandbesetzung) warnten.

### Nationalsozialismus
Der deutsche Nationalsozialismus war vor allem durch seinen Antisemitismus geprägt, wobei aber Weißsein durchaus eine relevante Kategorie blieb. Während Jüdinnen in Überlegungen zur Rassenhygiene in vermeintlichen zukünftigen Kolonien als „weiß“ bezeichnet wurden (um das Narrativ einer Bedrohung durch Schwarze Männer zu stärken), stellte die Einordnung von Juden in die nationalsozialistische Rassenlehre ein Problem dar. Wulf D. Hund schreibt dazu:

„In der ersten Hälfte des 20. Jahrhunderts war die Vorstellung der Deutschen im Hinblick auf ihr „Weißsein“ gleichzeitig überdeterminiert und unterdeterminiert. Einerseits hielten sich viele für besonders ausgewählte Weiße (und nannten das arisch, germanisch oder nordisch). Andererseits war ihnen klar, dass auch Juden und Slawen gegen die es weit verbreitete Vorurteile bis hin zu hasserfüllten Vernichtungsphantasien gab, zu den Weißen gehörten.“

### Nachkriegszeit
Rassistische Vorstellungen, das Konstrukt farbiger Rassen und das damit verbundene Bild der Deutschen als „weiß“ hielten sich auch in den beiden deutschen Staaten der Nachkriegszeit, auch weil eine vertiefte Auseinandersetzung mit den Rassentheorien des Nationalsozialismus nicht stattfand.

### Zeitgenössischer Diskurs
Mit der Soziologisierung des Rassebegriffs und der Delegitimierung der Kategorie Rasse in den Naturwissenschaften setzte sich auch ein Verständnis von Rasse als sozial konstruiert durch. Das Verständnis von „Weißen“ als Gruppe wird somit als historisch gewachsen, politisch und ideologisch motiviert angesehen und erscheint in Folge als stets flexibel. Im Alltagsverständnis finden sich allerdings durchaus weiter Verwendungen des Begriffs „Weiße“, die die Einteilung als statische Gruppe verstehen und die die Gruppenzugehörigkeit (und nicht gesellschaftliche Ungleichheitsverhältnisse, institutionellen Rassismus, Armut etc.) als ursächlich für Unterschiede zwischen „Rassen“ sehen. Toni Morrison, afroamerikanische Nobelpreisträgerin für Literatur, schreibt, dass es seit einigen Jahrzehnten unter Weißen als generös und liberal gelte, nicht über Rasse zu sprechen und sich nicht als Weiße zu bezeichnen. Dabei handele es sich um eine Verleugnung von Rassismus, Morrison spricht von „Farbenblindheit“, bell hooks spricht von der „Myth of Sameness“ (Legende der Gleichheit). Dieses Privileg, die Bedeutung der „Rasse“ für das eigene Leben zu ignorieren, gebe der Rassismus nur Weißen, People of Color hätten diese Option nicht. Wenn Weißsein ignoriert werde, würden auch die Privilegien verleugnet, die daran gebunden sind.
Während Weißsein häufig als „unmarkierte Normalität“ hingenommen werde, wurden und werden von Rassismus Betroffene historisch und bis heute häufig mit Fremdzuschreibungen benannt. Die Soziologin Ingmar Pech untermauert die These der fehlenden Wahl: „Weiße Privilegien fangen bei der Wahlmöglichkeit von Weißen an, wann, wie und in welcher Form sie sich mit Rassismus auseinandersetzen wollen.“ Insbesondere im englischsprachigen Raum, wo die Großschreibung des Adjektivs „Black“ zur Kennzeichnung, dass diese Kategorie eine historisch gewachsene soziale Identität bezeichnet, verbreitet ist, wird auch über die Schreibung des Adjektivs „white“ diskutiert. Der Philosoph Kwame Anthony Appiah spricht sich für eine analoge Behandlung des Adjektivs, das ebenfalls eine (in Abgrenzung zu Schwarzen) gewachsene soziale Identität bezeichne, aus. Die New York Times hingegen schreibt zwar „Black“ groß, entschied sich aber gegen die Großschreibung von „white“, da die Bezeichnung missverständlich sei, „white“ sich nicht auf eine geteilte Kultur und Geschichte beziehe, und die Großschreibung auch lange von rassistischen Gruppen verwendet worden sei. Im Deutschen wird in einigen Publikationen „weiß“ kursiv gesetzt oder großgeschrieben.

## Gesellschaftliche Bedeutung des Weißseins
Im sozialwissenschaftlich gängigen Verständnis und insbesondere in der kritischen Weißseinsforschung, die die Einteilung von Menschen in „Rassen“ als in gesellschaftliche Machtverhältnisse eingebettet sehen, wird darauf verwiesen, dass von dieser Einteilung typischerweise Weiße profitieren. Die US-amerikanische Juristin Cheryl Harris, die im Bereich der Critical Race Theory forscht und lehrt, betrachtet Weiß-Sein somit als „Eigentum“, das seinen Besitzern materielle und immaterielle Vorteile bringe. In Anlehnung an einen Aufsatz der Erziehungswissenschaftlerin Peggy McIntosh ist in diesem Kontext auch von „weißen Privilegien“ die Rede, die Weißen aufgrund ihrer Hautfarbe zukommen und die ihnen selbst häufig nicht bewusst seien. Das Konzept gewann insbesondere in den letzten Jahren an Popularität, was mitunter zu Missverständnissen, Widerstand und Kontroversen führte. Ein häufiges Missverständnis dabei ist, dass sich Privilegien auf Individuen bezögen, während das sozialwissenschaftliche Verständnis den Begriff vor allem auf Gruppen bezieht. Somit können Individuen auch mehreren Gruppen angehören, was dazu führt, dass Weiße z. B. als Menschen mit Behinderung, Angehörige der Arbeiterschicht etc. Opfer von Diskriminierung werden können. In intersektional ausgerichteten Theorien wird deshalb untersucht, wie sich Weißsein in Verbindung mit anderen Identitäten und Gruppenzugehörigkeiten jeweils auf eigene Art und Weise auswirkt.
Rassistische Strukturen in westlichen Demokratien, die auf Systemebene Vorteile für Weiße und Benachteiligung für Nichtweiße zur Folge haben, werden in der Forschung (insbesondere im US-amerikanischen Kontext) unter dem Begriff White Supremacy verhandelt.

## Weiße in unterschiedlichen geographischen Kontexten

### Anglosphäre
Das Konzept des Weißseins hat in der Anglosphäre eine besondere Resonanz: zum Beispiel in den Vereinigten Staaten (weiße Amerikaner), Kanada (weiße Kanadier), Australien (weiße Australier), Neuseeland (weiße Neuseeländer), im Vereinigten Königreich (weiße Briten), und Südafrika (weiße Südafrikaner). In weiten Teilen Europas ist die Unterscheidung zwischen „Rasse“ und Nationalität unschärfer. Wenn Menschen gebeten werden, ihre „Rasse“ oder Abstammung zu beschreiben, beschreiben sie dies häufig anhand ihrer Nationalität. Verschiedene soziale Konstruktionen von „Weiß“ waren für die nationale Identität, die öffentliche Ordnung, die Religion, die Bevölkerungsstatistik, die Rassentrennung, positive Diskriminierung, Privilegien, die Eugenik, die Marginalisierung und die Rassenquoten von Bedeutung.

#### Südafrika
In Südafrika lebten Weiße spätestens seit Gründung der Kapkolonie. In der Politik der Apartheid wurde die gesamte Bevölkerung 1950 durch den Population Registration Act in „Weiße“, „Farbige“, und „Eingeborene“ unterteilt. Das Gesetz bestimmte: „A white person is one who in appearance is, or who is generally accepted as, a white person, but does not include a person who, although in appearance obviously a white person, is generally accepted as a Coloured person“. Die Kriterien, nach denen die Klassifikation von Individuen stattfand, waren letztlich willkürlich, bestimmten aber wesentlich über die Möglichkeiten der gesellschaftlichen Teilhabe. 2019 betrug der Anteil von Weißen an der Gesamtbevölkerung etwa 7,9 %. Während des Apartheid-Regimes wurde ein Großteil des verfügbaren Bodens für Weiße reserviert, mehr als 3,5 Millionen Nicht-Weiße wurden zwangsumgesiedelt. Weil sich die Landverteilung auch nach dem Ende der Apartheid nur wenig geändert hat, bleiben Fragen nach Landreformen und Enteignungen politisch relevant und kontrovers.

#### Vereinigtes Königreich
Das Office für National Statistics erhebt in Bevölkerungsbefragungen Selbstangaben zu „ethnischen Gruppen“. Laut der Bevölkerungsbefragung 2011 identifizierten sich in England und Wales 86 Prozent der Einwohner als „weiß“. In den meisten Bereichen der britischen Gesellschaft sind nach einem Bericht der Equality and Human Rights Commission weiße Briten gegenüber den Angehörigen von Minderheiten besser gestellt; Die Beschäftigungsquote lag z. B. im Jahr 2013 unter Weißen bei 74,7 % über der von ethnischen Minderheiten (59,3 %) und Schwarze Arbeiter mit einem universitären Bildungsabschluss verdienen im Durchschnitt 23 % weniger als weiße Arbeiter. Im Land wird zudem seit einiger Zeit über die Rolle von insbesondere männlichen, weißen Schülern aus der Arbeiterschicht diskutiert. Konservative Kommentatoren wie der Journalist Christopher Snowdon sehen die Tatsache, dass diese Gruppe im Vergleich zu den meisten anderen Bevölkerungsgruppen unterdurchschnittliche schulische Leistungen zeigt und seltener Universitäten besucht als Gleichaltrige als Indiz für ein im gesellschaftlichen Diskurs tabuisiertes Problem. Seiner Meinung nach führe die Bezeichnung weißer Männer als „privilegiert“ oder „toxisch“ dazu, dass Initiativen, um ihnen zu helfen, regelmäßig auf Widerstand stießen, und es bisher keine gesetzlichen Maßnahmen gebe, um dieser benachteiligten Gruppe zu helfen, da sich diese nur auf Nicht-Weiße, LGBT und Frauen konzentrierten. Andere Wissenschaftler und Kommentatoren verweisen nicht nur auf die besondere Rolle der Klassenzugehörigkeit im britischen Bildungssystem, sondern auch darauf, dass nicht das Weißsein von Schülern Ursache für ihre Benachteiligung sei und dass Rassismus im Bildungssystem weiter verbreitet sei. Das Ausspielen verschiedener Gruppen der Arbeiterklasse gegeneinander sei somit nicht zielführend.

#### Vereinigte Staaten
White people, bisweilen auch Euro-American beziehungsweise Euro-Canadian, sind in Nordamerika allgemein gebräuchliche Bezeichnungen für Einwohner mit europäischen Vorfahren.
Darüber hinaus wird White („Weiß“) oder Caucasian als Kategorie für die Selbstzuschreibung eines jeden Bürgers in Befragungen der Zensusbehörde der Vereinigten Staaten verwendet, der Vorfahren in Europa, Vorderasien oder Nordafrika hat. Sie fasst Personen zusammen, die sich selbst als Weiße bezeichnen oder Einträge wie Deutschamerikaner, Italoamerikaner, Albaner, Iren, Briten, Arabisch-Amerikaner oder Slawisch-Amerikaner vornehmen.
Weißsein war von 1790 bis 1952 explizite Voraussetzung für die Staatsbürgerschaft (ab 1870 konnten aber auch Schwarze die Staatsbürgerschaft erhalten). Aus diesem Grund versuchten etwa eingewanderte Chinesen, Syrer oder Armenier, sich gerichtlich als „weiß“ einstufen zu lassen, um die Staatsbürgerschaft zu erhalten. Die Gerichte begründeten ihre Urteile entweder durch damalige wissenschaftliche Erkenntnisse oder anhand des Bezugs auf „Allgemeinwissen“ und kamen dementsprechend häufig zu sich widersprechenden Ergebnissen. So wurden etwa Syrer von Gerichten 1909, 1910 und 1915, aber nicht 1913 oder 1914 als „weiß“ eingestuft. Als sich im 19. Jahrhundert nativistische und einwandererfeindliche Einstellungen in den USA ausbreiteten, betraf das auch zuvor als weiß eingestufte Einwanderer aus einigen europäischen Ländern. Diese genossen zwar gegenüber Nichtweißen immer noch Vorteile, waren aber trotzdem Marginalisierung und Diskriminierung ausgesetzt, weshalb sie vom Historiker Matthew Frye Jacobson als „Weiße auf Probe“ bezeichnet werden. Durch die Erfolge der Bürgerrechtsbewegung wurde der Großteil der de jure bestehenden Diskriminierung Schwarzer und nichtweißer Amerikaner aufgehoben. Die institutionelle Bevorzugung Weißer führte auch immer wieder zu politischen Bewegungen, die diese Privilegien zu bewahren versuchten, etwa im Ku-Klux-Klan oder in der Southern Strategy, einer Wahlkampfstrategie der Republikanischen Partei, die darauf abzielte, Ängste weißer Wähler zu mobilisieren. Der United States Census erfasst, ob sich Bürger als „weiß“ identifizieren. Die jeweilige Zuordnung ist allerdings kontrovers, weil bei der Auswertung z. B. Menschen mit Herkunft im Nahen und Mittleren Osten in der Kategorie „weiß“ zusammengefasst werden. Im United States Census 2010 identifizierten sich 77,1 % der Befragten als Weiße (oder weiß in Kombination mit anderen Zugehörigkeiten). Es besteht eine große und wachsende Kluft zwischen dem Wohlstand weißer und nichtweißer US-Amerikaner, Vom Census 2010 zum Census 2020 sank die Zahl der Weißen („White alone“) deutlich, von 72,4 % auf 61,6 %.
Die begriffliche Verbindung zur Hautfarbe erfolgte bereits bei der ersten US-Volkszählung im Jahr 1790. Nach der vollständigen Aufgabe der wertenden biologischen Rassentheorien – in denen Menschen europäischer Abstammung der angeblichen europiden Großrasse zugeordnet wurden – bemühten sich die Zensusbehörde und das Office of Management and Budget (OMB) der US-Bundesregierung um eine neutrale Definition von Rasse und Ethnizität bei der Volkszählung, dem United States Census:

„[…] Die im Census-Fragebogen enthaltenen Rassenkategorien spiegeln generell eine soziale Definition des in diesem Land verwendeten Rassenbegriffs wider und nicht den Versuch, Rasse biologisch, anthropologisch oder genetisch zu definieren. […] Das OMB fordert fünf Minimalkategorien: Weiße, Schwarze oder Afroamerikaner, Indianer oder Ureinwohner Alaskas, Asiaten und Ureinwohner Hawaiis oder andere Bewohner pazifischer Inseln.“

Die Definitionen wurden mehrfach neu gefasst, zum Beispiel beim United States Census 2000.

### Deutschland
Susan Arndt verweist darauf, dass in Europa und Deutschland in Abgrenzung von Kolonialismus und Nationalsozialismus Weißsein häufig verleugnet werde, womit auch „die rassialisierte Differenz und weiße Hegemonie ent-historisiert und ent-politisiert, sprich dethematisiert“ würden und identifiziert für Deutschland eine „Kongruenz von Deutschsein, christlicher Religion und Weißsein“ in Herstellungsprozessen von Weißsein. Auch Ursula Wachendorfer betont, dass „Weiß-sein mit dem Nationalsozialismus verknüpft ist und darüber einer Tabuisierung unterliegt“. Eine Selbstbezeichnung als „weiß“ wird von vielen weißen Deutschen selbst nicht vorgenommen oder sogar als „rassistisch“ zurückgewiesen. Gegen eine Übertragung angloamerikanischer Debatten um Weißsein wird in Deutschland häufig eingewandt, dass sich die gesellschaftlichen Verhältnisse unterscheiden würden, weil es in Deutschland weniger Schwarze oder People of Colour gäbe und weil im bundesdeutschen Kontext Themen wie „Nation“ oder „Heimat“ relevanter seien, sodass in Deutschland als wichtige Differenzkategorie hauptsächlich der Unterschied zwischen „Inländern“ und „Ausländern“ gelte. Katharina Walgenbach sieht in diesen Einwänden eine Begründung für weitere Forschung im Bereich Kritische Weißseinsforschung, die einerseits untersuchen müsse, „was gesellschaftspolitisch getan wurde, um Deutschland vornehmlich weiß zu halten“ und andererseits neben einem Schwarz-Weiß-Binarismus „weitere Relationen in den Blick nehmen“ könne. Auch sie verweist auf die enge Verknüpfung von Deutschsein und Weißsein im deutschen Kontext.

## Einzelbelege
1. 1 2 3  Charles A. Gallagher: White. In: Handbook of the Sociology of Racial and Ethnic Relations. Springer International Publishing, Cham 2018, ISBN 978-3-319-76755-0, S. 3–8, doi:10.1007/978-3-319-76757-4_1.
2. 1 2  Geraldine Heng: The invention of race in the European Middle Ages. Cambridge University Press, Cambridge, United Kingdom 2018, ISBN 978-1-108-38171-0, S. 182 ff.
3. 1 2  Susan Arndt: Rassismus. Eine viel zu lange Geschichte. In: Rassismuskritik und Widerstandsformen. Springer Fachmedien, Wiesbaden 2017, ISBN 978-3-658-14721-1, S. 29–45, hier: S. 35, doi:10.1007/978-3-658-14721-1_2.
4. ↑  Madeline Caviness: From the Self-Invention of the Whiteman in the Thirteenth Century to The Good, The Bad, and The Ugly. In: Different Visions: A Journal of New Perspectives on Medieval Art. Nr. 1, 2008 (differentvisions.org [PDF]).
5. ↑  R. Bartlett: Medieval and Modern Concepts of Race and Ethnicity. In: Journal of Medieval and Early Modern Studies. Band 31, Nr. 1, 1. Januar 2001, ISSN 1082-9636, S. 39–56, hier: S. 46f., doi:10.1215/10829636-31-1-39 (dukeupress.edu [abgerufen am 28. März 2021]).
6. ↑  Wulf D. Hund: Rassismus. In: Hans Jörg Sandkühler (Hrsg.): Enzyklopädie Philosophie. Band 3. Meiner, Hamburg 2010, S. 2191–2200.
7. 1 2  Wulf D. Hund: Rassismus. Bielefeld 2007, ISBN 978-3-8394-0310-5, S. 20 f., 72.
8. 1 2 3 4 5 6  Wulf D. Hund: Wie die Deutschen weiß wurden : kleine (Heimat) Geschichte des Rassismus. Stuttgart 2017, ISBN 978-3-476-04500-3, S. 84 ff., S. 109 ff., S. 123 ff. S. 156 ff.
9. 1 2  Susan Arndt, Die 101 wichtigsten Fragen – Rassismus
10. 1 2  Susan Arndt: Weißsein. Die verkannte Strukturkategorie Europas und Deutschlands. In: Susan Arndt, Maureen Maisha Eggers, Grada Kilomba, Peggy Piesche (Hrsg.): Mythen, Masken und Subjekte. Unrast, Münster 2017, S. 24–29.
11. ↑  Ingmar Pech: Whiteness – akademischer Hype und praxisbezogene Ratlosigkeiten? Überlegungen für eine Anschlussfähigkeit antirassistischer Praxen. In: Gabi Elverich, Annita Kalpaka, Karin Reindlmeier (Hg.): Spurensicherung. Reflexion von Bildungsarbeit in der Einwanderungsgesellschaft, Frankfurt am Main 2006, S. 63–92, S. 74.
12. ↑  Kwame Anthony Appiah: The Case for Capitalizing the 'B' in Black. In: The Atlantic. 18. Juni 2020, abgerufen am 17. Januar 2022 (englisch).
13. ↑  Nancy Coleman: Why We’re Capitalizing Black. In: The New York Times. 5. Juli 2020, ISSN 0362-4331 (nytimes.com [abgerufen am 17. Januar 2022]).
14. ↑  Eske Wollrad: Getilgtes Wissen, überschriebene Spuren. Weiße Subjektivierungen und antirassistische Bildungsarbeit. In: Rassismus bildet. transcript Verlag, 2010, ISBN 978-3-8376-1456-5, S. 141–162, doi:10.1515/transcript.9783839414569.141.
15. ↑  Maureen Maisha Eggers, Grada Kilomba, Peggy Piesche, Susan Arndt: Konzeptionelle Überlegungen. In: Mythen, Masken und Subjekte kritische Weißseinsforschung in Deutschland. 2., überarb.  Auflage. Unrast, Münster 2009, ISBN 978-3-89771-440-3, S. 11–13.
16. ↑  Cheryl I. Harris: Whiteness as Property. In: Harvard Law Review. Band 106, Nr. 8, 1993, ISSN 0017-811X, S. 1707–1791, doi:10.2307/1341787.
17. ↑  Millay Hyatt: Critical Whiteness – Weißsein als Privileg. Deutschlandfunk, 3. Mai 2015, abgerufen am 28. März 2021.
18. ↑  Donna Chrobot-Mason, Kristen Campbell, Tyra Vason: Whiteness in Organizations: From White Supremacy to Allyship. In: Oxford Research Encyclopedia of Business and Management. Oxford University Press, 2020, ISBN 978-0-19-022485-1, doi:10.1093/acrefore/9780190224851.013.195.
19. ↑  Cory Weinberg: Academics who study white privilege experience attention and criticism. In: Inside Higher Ed. 28. Mai 2014, abgerufen am 28. März 2021 (englisch).
20. ↑  Rachel McKinnon, Adam Sennet: Survey Article: On the Nature of the Political Concept of Privilege. In: Journal of Political Philosophy. Band 25, Nr. 4, 2017, ISSN 1467-9760, S. 487–507, doi:10.1111/jopp.12113.
21. ↑  David Schraub: White Jews: An Intersectional Approach. In: AJS Review. Band 43, Nr. 2, November 2019, ISSN 0364-0094, S. 379–407, doi:10.1017/S0364009419000461 (cambridge.org [abgerufen am 1. April 2021]).
22. ↑  Jasmine Olivier, Matthew Clair, Jeffrey S. Dennis: Racism. In: George Ritzer, Chris Rojek (Hrsg.): The Blackwell encyclopedia of sociology. Blackwell Pub, Malden, MA 2007, ISBN 978-1-4051-6551-8.
23. ↑  Annie Jaffee und Zachary A. Casey: White Supremacy. In: Zachary A. Casey (Hrsg.): Encyclopedia of Critical Whiteness Studies in Education. Brill | Sense, 2021, ISBN 978-90-04-44483-6, doi:10.1163/9789004444836_092 (brill.com [abgerufen am 29. März 2021]).
24. ↑  Deborah Posel: What’s in a Name? Racial Categorisations Under Apartheid and Their Afterlife. In: Transformation: Critical Perspectives on Southern Africa. Nr. 47, 2001, S. 50–74 (msu.edu [PDF; abgerufen am 28. März 2021]).
25. ↑  Statistics South Africa: Mid-year population estimates. Pretoria 2019 (gov.za [PDF]).
26. ↑  Bundeszentrale für politische Bildung: Das Ende der Apartheid-Gesetze | bpb. Abgerufen am 28. März 2021.
27. ↑  Deutsche Welle (www.dw.com): Südafrika: Landreform mit vielen Unbekannten | DW | 12.10.2018. Abgerufen am 28. März 2021.
28. ↑  Ariel Levy: Who Owns South Africa? In: The New Yorker. 2019, abgerufen am 28. März 2021 (amerikanisches Englisch).
29. ↑  Office for National Statistics: Population of England and Wales. 7. August 2020, abgerufen am 28. März 2021 (englisch).
30. ↑  Equality and Human Rights Commission: Healing a divided Britain: the need for a comprehensive race equality strategy. 2016, abgerufen am 28. März 2021 (englisch).
31. ↑  Christopher Snowdon: The lost boys: the white working class is being left behind. In: The Spectator (Zeitschrift). Abgerufen am 27. März 2021.
32. ↑  Sally Weale: White working-class pupils suffering due to 'status deficit', MPs told. In: The Guardian. 13. Oktober 2020, abgerufen am 28. März 2021 (englisch).
33. ↑  Kenan Malik: Being white won’t hold boys back. Being working class just might. The Guardian, 18. Oktober 2020, abgerufen am 28. März 2021 (englisch).
34. ↑  Euro-American im merriam-webster.com-Dictionary, abgerufen am 19. September 2017.
35. ↑  Euro-Canadian. (Memento vom 7. Oktober 2017 im Internet Archive) In: OxfordDictionaries.com. Abgerufen am 19. September 2017 (englisch).
36. ↑  Caucasian. Merriam-Webster.com-Dictionary. Abgerufen am 21. Oktober 2017.
37. ↑  Karen R. Humes, Nicholas A. Jones, Roberto R. Ramirez: Definition of Race Categories Used in the 2010 Census. (PDF) United States Census Bureau, März 2011, S. 3, archiviert vom Original am 27. August 2017; abgerufen am 21. Oktober 2017.
38. ↑  Ian Haney-López: White by law : the legal construction of race. Revised and updated 10th anniversary edition Auflage. New York 2006, ISBN 978-0-8147-3727-9, S. hier insb. S. 47 ff.
39. 1 2  Christopher Vials: White Supremacy. Geschichte und Politik des Weißseins in den USA. In: Aus Politik und Zeitgeschichte. 2018, abgerufen am 29. März 2021.
40. ↑  Sarah Parvini, Ellis Simani: Are Arabs and Iranians white? Census says yes, but many disagree. In: LA Times. 28. März 2019, abgerufen am 28. März 2021 (englisch).
41. ↑  Lindsay Hixson, Bradford B. Hepler, Myoung Ouk Kim: The White Population: 2010. Hrsg.: United States Census Bureau. 2011.
42. ↑  Melvin L. Oliver, Thomas M. Shapiro: Disrupting the Racial Wealth Gap. In: Contexts. Band 18, Nr. 1, Februar 2019, ISSN 1536-5042, S. 16–21, doi:10.1177/1536504219830672.
43. ↑  Trymaine Lee: How America’s Vast Racial Wealth Gap Grew: By Plunder. In: The New York Times. 14. August 2019, ISSN 0362-4331 (nytimes.com [abgerufen am 29. März 2021]).
44. ↑  Census 2020, abgerufen am 22. Januar 2023.
45. ↑  Index of Questions. In: Census.gov (englisch).
46. ↑  Originaltext des U.S. Census:

[The data on race were derived from answers to the question on race that was asked of individuals in the United States. The Census Bureau collects racial data in accordance with guidelines provided by the U.S. Office of Management and Budget (OMB), and these data are based on self-identification.]

The racial categories included in the census questionnaire generally reflect a social definition of race recognized in this country and not an attempt to define race biologically, anthropologically, or genetically. [In addition, it is recognized that the categories of the race item include racial and national origin or sociocultural groups. People may choose to report more than one race to indicate their racial mixture, such as „American Indian“ and „White“. People who identify their origin as Hispanic, Latino, or Spanish may be of any race.]

OMB requires five minimum categories: White, Black or African American, American Indian or Alaska Native, Asian, and Native Hawaiian or Other Pacific Islander.
47. ↑  What is race? unter „About“. In: Census.gov. Abgerufen am 19. September 2017 (englisch).
48. ↑  Susan Arndt: ›Rassen‹ gibt es nicht, wohl aber die symbolische Ordnung von Rasse. Der ›Racial Turn‹ als gegennarrativ zur Verleugnung und Hierarchisierung von Rassismus. In: Susan Arndt, Maureen Maisha Eggers, Grada Kilomba, Peggy Piesche (Hrsg.): Mythen, Masken und Subjekte. Unrast, Münster 2017, S. 340–362.
49. ↑  Ursula Wachendorfer: Weiß-sein: Zur Unsichtbarkeit einer herrschenden Normalität. In: Susan Arndt (Hrsg.): AfrikaBilder: Studien zu Rassismus in Deutschland. Unrast, Münster 2006, ISBN 978-3-89771-028-3, S. 87–101.
50. ↑  Anette Dietrich: Weiße Weiblichkeiten: Konstruktionen von »Rasse« und Geschlecht im deutschen Kolonialismus. transcript Verlag, 2007, ISBN 978-3-89942-807-0, hier: S. 45, doi:10.14361/9783839408070.
51. ↑  Katharina Walgenbach: „Weißsein“ und „Deutschsein“ – Historische Interdependenzen. In: Susan Arndt, Maureen Maisha Eggers, Grada Kilomba, Peggy Piesche (Hrsg.): Mythen, Masken und Subjekte. Unrast, Münster 2017, S. 377–393.